# The Party Fish
The Party Fish is de tweede aflevering van het tweede seizoen van het tienerdrama Beverly Hills, 90210, die voor het eerst werd uitgezonden op 18 juli 1991.

## Verhaal
Terwijl Brandon op zijn werk bij de Beverly Hills Beach Club verliefd wordt op de mooie Sandy, bouwt hij een vriendschap op met een lid van de club, die hem mooie aanbiedingen en cadeaus geeft. Dit veroorzaakt problemen tussen hem en zijn ouders, die vinden dat hij producten moet verdienen, in plaats van dat hij ze accepteert zonder er iets voor te doen. Ondertussen lopen de emoties bij de dramaclub hoog op bij Brenda, Donna, David en Andrea.

## Rolverdeling
- Jason Priestley - Brandon Walsh
- Shannen Doherty - Brenda Walsh
- Jennie Garth - Kelly Taylor
- Ian Ziering - Steve Sanders
- Gabrielle Carteris - Andrea Zuckerman
- Luke Perry - Dylan McKay
- Brian Austin Green - David Silver
- Tori Spelling - Donna Martin
- Carol Potter - Cindy Walsh
- James Eckhouse - Jim Walsh
- James Pickens jr. - Henry Thomas
- Michael St. Gerard - Chris Suiter
- James Sloyan - Jerry Rattinger
- Deborah Goodrich - Sandy
- Timothy Blake - Mevr. Rattinger